# 周济世
周濟世（法語：Joseph Zhou Ji-shi；1892年1月23日—1972年；聖名：若瑟）是天主教中國籍總主教及遣使會會士。曾任河北省保定宗座代牧區宗座代牧、保定教區主教（1931年-1946年）和南昌總教區總主教（1946年-1972年）。

## 生平
周济世出生於1892年1月23日，在清朝直隸省正定府藁城縣小廣揚村。1915年1月24日，他23歲時在北平市栅栏加入遣使会。1919年6月29日，周济世27歲時在北平宗座代牧區石门晉鐸。
1931年3月26日，周濟世在39歲時獲時任教宗庇護十一世任命為河北省保定宗座代牧區宗座代牧，領銜土耳其克拉蒂亞教區主教。同年8月2日，在北平市由北平宗座代牧满德贻主教主礼，河北宣化宗座代牧程有猷主教襄禮，河北易縣宗座監牧馬迪懦主教共祭。
1946年4月11日，聖座在中國設立聖統制，保定宗座代牧區升格為保定教區，屬於河北教省，周濟世留任成為首任正權主教。同年7月18日，周濟世調任為南昌總教區首任總主教。他是第3位本地總主教（另兩位分別是北平總主教田耕莘、南京總主教于斌）。
隨著，國共內戰中華民國撤退至台灣，田耕莘和于斌都陸續前往離開中國大陸。1949年10月1日，中國共產黨在中國大陸地區建立中華人民共和國，並開始針對天主教進行宗教迫害及打壓，教會已經無法正常運作。1950年代，其他外籍傳教士先後被捕和驅逐出境，而需要由中國本地神父繼續管理教區內的教務。周济世總主教成为當時留在中国大陆品级最高的神职人员。
1951年，中國共產黨要求周總主教成為與聖座斷絕來往的組織領導，但遭到其拒絕。1957年，周济世因于拒绝担任由政府控制的中國天主教友爱国会的领袖而被捕。他一直他監禁及迫害直到1972年去世，享年80岁。